# یواس‌اس دلونرا (اس‌پی-۶۶)
یواس‌اس دلونرا (اس‌پی-۶۶) (به انگلیسی: USS Dlonra (SP-66)) یک کشتی است.